# Sony Labou Tansi
Sony Labou Tansi (eigentlich Marcel Ntsoni; * 5. Juli 1947 in Kimuensa, Belgisch-Kongo; † 14. Juni 1995 in Brazzaville) war ein Schriftsteller aus der Republik Kongo.

## Leben
Sony Labou Tansi ging in Brazzaville im damaligen Französisch-Kongo zur Schule. Nach dem Studium arbeitete er als Lehrer für Englisch und Französisch und schrieb erste Theaterstücke. 
1979 gründete er in Brazzaville das Rocado Zulu Théàtre, das mit Tourneen in Frankreich bekannt wurde. Im gleichen Jahr veröffentlichte er seinen ersten Roman La Vie et demie, der den Prix Spécial du Festival de la Francophonie gewann. Tansi war zudem Träger des Grand Prix littéraire de l’Afrique noire. Seine Stücke wurden in Paris, Dakar und New York aufgeführt. 
In den 1990er Jahren engagierte er sich auch in der kongolesischen Politik und wurde 1992 zum Abgeordneten gewählt. Weil er sich gegen das Einparteiensystem aussprach, wurde er von der kongolesischen Regierung schikaniert. Sony Labou Tansi starb 1995 an den Folgen von Aids.

## Werke (Auswahl)
- La Vie et demie. 1979
  - Verschlungenes Leben. Übersetzung Bettina Kobold. Eco Verlag, Zürich 1981
- L'État honteux. 1981
  - Die heillose Verfassung. Übersetzung Bettina Kobold. Eco Verlag, Zürich 1984
- L'Anté-Peuple. 1983
  - Die tödliche Tugend des Genossen Direktor. Übersetzung Uli Wittmann. Kiepenheuer & Witsch, Köln 1985
- Les sept solitudes de Lorsa Lopez (1985)
- Les Yeux du Volcan (1988)
- Le Commencement des douleurs (1995)
- Der Eid des Hippokrates. Erzählung. In: Gudrun Honke (Hrsg.): Die Mondfrau. 23 neue Erzählungen aus dem frankophonen Schwarzafrika. Übers. Sigrid Groß. Peter Hammer Verlag, Wuppertal 1998, ISBN 3872948059, S. 37–47 (mit Kurzbiografie)